# ネティ
シュメール人、バビロニア人、アッカド人の神話では、ネティ（Neti）は冥界の小神である。冥界にある七つの門の番人であり、女神エレシュキガルの従者である。
ネティは叙事詩『イナンナの冥界下り』で重要な役割を担っている。ネティは冥界の七つの門を開けて女神イナンナを受け入れ、それぞれの門の敷居から彼女の力を象徴する一つの飾りを取り除く。最終的に七つの門をくぐったイナンナは全ての飾りを剥ぎ取られ、裸になって力を失ってしまった。